# ميكيل أويارزابال
ميكيل اويارزابال (بالإسبانية: Mikel Oyarzabal) (21 أبريل 1997 إيبار إسبانيا - ) هو لاعب كرة قدم إسباني، يلعب كلاعب وسط.

## روابط خارجية
- ميكيل أويارزابال على موقع الاتحاد الدولي (مؤرشف)  (الإنجليزية)
- ميكيل أويارزابال على موقع الاتحاد الأوربي (الإنجليزية)
- ميكيل أويارزابال على موقع إي إس بي إن إف سي (الإنجليزية)
- ميكيل أويارزابال على موقع قاعدة بيانات كرة القدم.إي يو (الإنجليزية)
- ميكيل أويارزابال على موقع ليكيب (الفرنسية)
- ميكيل أويارزابال على موقع ناشيونال فوتبول تيمز (الإنجليزية)
- ميكيل أويارزابال على موقع Soccerbase.com (لاعب) (الإنجليزية)
- ميكيل أويارزابال على موقع Soccerway.com (الإنجليزية)
- ميكيل أويارزابال على موقع عالم كرة القدم.نت (الإنجليزية)
- ميكيل أويارزابال على موقع أوليمبيديا (الإنجليزية)